# Coenosia albipila
Coenosia albipila este o specie de muște din genul Coenosia, familia Muscidae, descrisă de Stein în anul 1918. Conform Catalogue of Life specia Coenosia albipila nu are subspecii cunoscute.